# ولشوایلر
ولشوایلر (به آلمانی: Welchweiler) یک شهر در آلمان است که در Altenglan واقع شده‌است. ولشوایلر ۲۱۹ نفر جمعیت دارد.